# Mercurys d'Edmonton
Les Edmonton Mercurys sont une équipe senior-A intermédiaire de hockey sur glace qui a joué à Edmonton au Canada dans les années 1940 et 1950. Connue comme la « Forgotten Team » (« l'équipe oubliée » en français), les Mercurys remportent le Championnat du monde de hockey sur glace 1950 à Londres et la médaille d'or aux Jeux olympiques d'hiver de 1952 à Oslo en Norvège. Elle était la dernière équipe canadienne à remporter l'or jusqu'aux Jeux olympiques d'hiver de 2002.
Louis Holmes a entraîné l'équipe en 1952. Les Mercurys ont été intronisés dans le Canadian Olympic Hall of Fame en 2002.
Les médaillés d'or aux Jeux olympiques de 1952 sont George Abel, John Davies, Billy Dawe, Robert Dickson, Donald Gauf, William Gibson, Ralph Hansch, Robert Meyers, David Miller, Eric Paterson, Thomas Pollock, Allan Purvis, Gordon Robertson, Louis Secco, Francis Sullivan et Bob Watt.

## Référence
- (en) Cet article est partiellement ou en totalité issu de l’article de Wikipédia en anglais intitulé « Edmonton Mercurys » (voir la liste des auteurs).